# Jean-Luc Lagardère

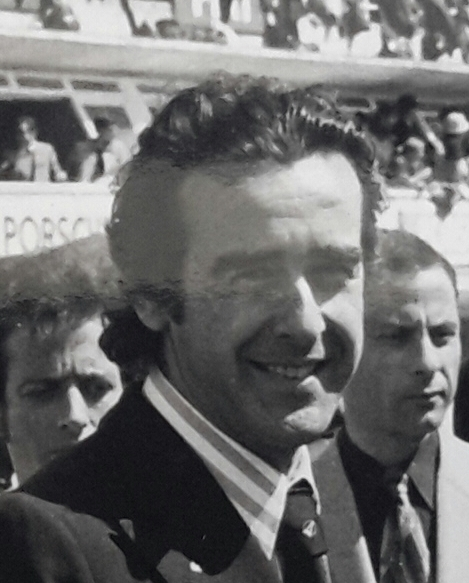
Lagardère tijdens de 24 uur van Le Mans 1972

Jean-Luc Lagardère (Aubiet, 10 februari 1928 - Parijs, 14 maart 2003) was een Frans zakenman en uitgever.
Lagardère studeerde aan het prestigieuze Lycée Saint-Louis in Parijs en aan de École supérieure d'électricité. Hij begon zijn carrière als ingenieur bij Dassault Aviation. In 1962 verhuisde hij naar Matra waarvan hij in 1977 de CEO werd. Lagardère was een groot liefhebber van de motorsport. Matra, bouwde naast auto's ook onderdelen voor de militaire en ruimtevaartindustrie. In 1981 werd Matra genationaliseerd door de regering Mitterrand. Daarna was hij betrokken bij de oprichting van EADS, voorloper van Airbus. Lagardère was ook erg actief in de uitgeverswereld. Zijn bedrijf gaf meer dan 200 titels uit, waaronder Elle, Paris Match, Le journal du dimanche, Télé 7 jours. Hij was ook eigenaar van de winkelketen Relay en van uitgever Hachette. Tussen 1974 en 1996 was hij hoofd van radiozender Europe 1. In 1987 was hij kandidaat om televisiezender TF1 te kopen toen die werd geprivatiseerd, maar hier viste hij achter het net. De zender werd gekocht door de groep van Francis Bouygues. Hij nam wel zender La Cinq over maar deze overname werd een fiasco. Ze kostte zijn bedrijf miljarden euro's en bracht het voortbestaan ervan in gevaar. 
Lagardère overleed op 14 maart 2003 in het Parijse Lariboisière-ziekenhuis aan een infectie opgelopen tijdens een heupoperatie. Aan het hoofd van de groep Lagardère werd hij opgevolgd door zijn zoon Arnaud Lagardère.